# Leksandsboplatsen
Leksandsboplatsen eller Limsjöboplatsen är en boplats från mesolitikum som undersöktes inför utbyggnaden av riksväg 70 1984. Boplatsen vid Limsjön i Leksands sn omfattade en yta av ca 1400 m². Cirka 16 000 stenartefakter registrerades vid undersökningen och ungefär 6% av dessa utgjordes av formella stenredskap. Dessutom tillvaratogs ett osteologiskt fyndmaterial, till exempel av älg, bäver, mård, utter och sik. Boplatslämningar i form av stolphål och två förmodade hyddor hittades också vid sidan av ett antal härdar. Fynden kan dateras till Mellanmesolitikum.